# Casa de la Vila de Vallfogona de Riucorb
Casa de la Vila de Vallfogona de Riucorb és una obra de Vallfogona de Riucorb (Conca de Barberà) inclosa a l'Inventari del Patrimoni Arquitectònic de Catalunya.

## Descripció
Casa de pedra arrebossada, imitant carreus al carrer de la Font. Té tres plantes. A la planta baixa hi ha un sòcol que sobresurt i tes obertures, dues portes i una finestra. Separant les dues plantes hi ha una motllura. A la planta principal hi ha dues finestres simètriques, una a cada banda de la porta de sortida del balcó. A la planta superior hi ha la golfa amb tres petites obertures quadrangulars.
Rematant la construcció trobem una cornisa fent una sanefa i coberta de teules.

## Història
L'any 1894 aprofitant certes circumstàncies i l'espontània decisió de la professora Mercè Gener, hom construí una casa per a l'ensenyament de noies, donada per Ramon Pladelasala a les Germanes Dominiques.